# Voetbalkampioenschap van Harz 1929/30
In 1929/30 werd het achttiende voetbalkampioenschap van Harz gespeeld, dat georganiseerd werd door de Midden-Duitse voetbalbond. 
FC Germania 1900 Halberstadt werd kampioen en plaatste zich voor de Midden-Duitse eindronde. De club verloor meteen van VfL 1911 Bitterfeld.

## Gauliga
| Plaats | Club                         | Wed. | W  | G | V  | Saldo | Ptn.  |
| ------ | ---------------------------- | ---- | -- | - | -- | ----- | ----- |
| 1.     | FC Germania 1900 Halberstadt | 18   | 15 | 0 | 3  | 83:21 | 30:6  |
| 2.     | VfL Mars Quedlinburg         | 18   | 10 | 2 | 6  | 47:42 | 22:14 |
| 3.     | FC Askania 1900 Aschersleben | 18   | 8  | 2 | 8  | 63:66 | 18:18 |
| 4.     | SpVgg 1904 Thale             | 18   | 8  | 2 | 8  | 54:58 | 18:18 |
| 5.     | SC Preußen 1909 Halberstadt  | 18   | 8  | 2 | 8  | 38:54 | 18:18 |
| 6.     | SV Germania 1916 Wernigerode | 18   | 7  | 3 | 8  | 57:49 | 17:19 |
| 7.     | Quedlinburger SV 1904        | 18   | 6  | 5 | 7  | 41:52 | 17:19 |
| 8.     | SpVgg 1908 Aschersleben      | 18   | 8  | 0 | 10 | 46:55 | 16:20 |
| 9.     | VfL Halberstadt              | 18   | 6  | 2 | 10 | 34:41 | 14:22 |
| 10.    | SC 1910 Halberstadt          | 18   | 3  | 4 | 11 | 36:61 | 7:29  |

|  | Kampioen, geplaatst voor Midden-Duitse eindronde |
|  | Degradatie                                       |